# Ablerus ciliatus
Ablerus ciliatus är en stekelart som beskrevs av De Santis 1948. Ablerus ciliatus ingår i släktet Ablerus och familjen växtlussteklar.
Artens utbredningsområde är Uruguay. Inga underarter finns listade i Catalogue of Life.